# Aeroportul Bouar
Aeroportul Bouar (IATA: BOP, ICAO: FEFO) este un aeroport din Bouar, Nana-Mambéré, Republica Centrafricană ce deservește zona Bouar. A fost numit după zona deservită.
Situat la o altitudine de 1.024 m, aeroportul dispune de o singură pistă.